# Philippe Jeannol
Philippe Jeannol (Nancy, 6 de agosto de 1958) é um ex-futebolista profissional francês que atuava como defensor, campeão olímpico em Los Angeles 1984

## Carreira
Philippe Jeannol representou o seu país nos Jogos Olímpicos de Verão de 1984, conquistando a medalha de ouro.